# Ентін Юрій Сергійович
Юрій Сергійович Ентін — російський поет.

## Життєпис
Народився 21 серпня 1935 року в Москві в єврейській родині. Закінчив педагогічний інститут, викладав історію у школі.
Автор широко відомих пісень («Чунга-Чанга», «Антошка», «Прекрасное далеко», «Учкудук — три колодца»), текстів пісень до 100 художніх і мультиплікаційних фільмів, серед яких: «Бременські музиканти», «Летючий корабль», «Люди та манекени», «Солом'яний капелюшок», "Нові бременські. «Через 30 років», «Пригоди Буратіно»; а також українських кінокартин: «Крок з даху» (1970), «Пригоди Електроніка» (1979, т/ф, 3 а), «Рок-н-рол для принцес» (1991, 2 а), «Трень-брень» (1994), «Без нашийника» (1996) тощо.
Лауреат премії «Золотий Остап» (1998)